# Río Grande (Argentine)
Pour les articles homonymes, voir Rio Grande.
 (octobre 2007).
Si vous disposez d'ouvrages ou d'articles de référence ou si vous connaissez des sites web de qualité traitant du thème abordé ici, merci de compléter l'article en donnant les références utiles à sa vérifiabilité et en les liant à la section « Notes et références ».
Río Grande est une ville argentine sur la partie Nord-Est de la grande île de la Terre de Feu. Elle est considérée comme la capitale industrielle de la province argentine de Terre de Feu, Antarctique et Îles de l'Atlantique Sud, Ushuaïa étant la capitale administrative de cette province. En 2010, un recensement comptabilisait 66 475 habitants.
Comme dans beaucoup d'autres endroits en Patagonie, l'élevage des moutons est la raison principale de la colonisation depuis la fin du XIXe siècle. Les rivières abondantes, la côte et de bons pâturages sont quelques-unes des raisons qui permirent la croissance de la population. Río Grande fut fondée le 14 juillet 1921 quand le gouvernement central argentin fit passer un décret reconnaissant cette localité sous le nom de « Colonie agricole de Río Grande ».
Jusqu'à la réforme agraire de 1925, les terres étaient partagées entre quelques familles qui possédaient de grandes propriétés. L'élevage du bétail était une des principales activités économiques de la région. Renommée pour ses activités de pêche sportive dans les nombreux et poissonneux lacs et rivières, Rio Grande est désignée, à des fins touristiques, « capitale internationale de la truite ».
Grâce à une loi en faveur du développement industriel, plusieurs entreprises de production de matériel électronique ont ouvert des usines à Rio Grande. Depuis le 14 décembre 2011, son maire est Gustavo Melella (Unión Cívica Radical). 

## Climat
| Mois                                  | jan.      | fév.      | mars      | avril      | mai        | juin      | jui.       | août       | sep.       | oct.      | nov.      | déc.      | année      |
| ------------------------------------- | --------- | --------- | --------- | ---------- | ---------- | --------- | ---------- | ---------- | ---------- | --------- | --------- | --------- | ---------- |
| Température minimale moyenne (°C)     | 5,7       | 5,4       | 3,5       | 1,6        | −0,8       | −3,2      | −3,1       | −1,7       | −0,2       | 1,6       | 3,3       | 4,8       | 1,4        |
| Température moyenne (°C)              | 10,9      | 10,3      | 8,1       | 5,5        | 2,6        | −0,1      | −0,2       | 1,4        | 3,5        | 6,2       | 8,4       | 10        | 5,6        |
| Température maximale moyenne (°C)     | 16,1      | 15,7      | 13,5      | 10,5       | 6,5        | 3,1       | 3          | 5,2        | 8,3        | 11,4      | 13,4      | 15,1      | 10,2       |
| Record de froid (°C) date du record   | −5,1 1963 | −6 1967   | −8,2 1995 | −13,2 1963 | −13,1 1986 | −20 1964  | −22,2 1984 | −14,9 1977 | −10,7 1963 | −8,2 1994 | −6,6 1964 | −5,5 1965 | −22,2 1984 |
| Record de chaleur (°C) date du record | 27,5 2015 | 30,8 2019 | 27 1966   | 22,7 1998  | 15,4 1988  | 13,5 2016 | 11 1968    | 12,8 2003  | 17,5 2009  | 21 1975   | 23,4 2003 | 24,8 1978 | 30,8 2019  |
| Ensoleillement (h)                    | 170,5     | 175,2     | 155       | 114        | 77,5       | 84        | 86,8       | 114,7      | 147        | 186       | 186       | 192,2     | 1 688,9    |
| Précipitations (mm)                   | 36        | 29,7      | 27,2      | 28,8       | 29,4       | 26,7      | 23,9       | 20,7       | 17,1       | 18,5      | 27        | 36        | 321        |
| Nombre de jours avec précipitations   | 12,4      | 10,9      | 9,9       | 9,8        | 9,9        | 8         | 7,6        | 7,6        | 7,9        | 7,8       | 9,2       | 11,3      | 112,3      |
| Humidité relative (%)                 | 72,7      | 74,6      | 77,8      | 82,4       | 86         | 87,7      | 86,5       | 84,5       | 79,5       | 73,8      | 70        | 70,6      | 78,8       |

| Diagramme climatique                                  |             |             |             |             |             |           |             |             |             |           |           |
| J                                                     | F           | M           | A           | M           | J           | J         | A           | S           | O           | N         | D         |
| 16,15,736                                             | 15,75,429,7 | 13,53,527,2 | 10,51,628,8 | 6,5−0,829,4 | 3,1−3,226,7 | 3−3,123,9 | 5,2−1,720,7 | 8,3−0,217,1 | 11,41,618,5 | 13,43,327 | 15,14,836 |
| Moyennes : • Temp. maxi et mini °C • Précipitation mm |             |             |             |             |             |           |             |             |             |           |           |